# Rhopalomeces elongatus
Rhopalomeces elongatus är en skalbaggsart som beskrevs av Schmidt 1922. Rhopalomeces elongatus ingår i släktet Rhopalomeces och familjen långhorningar.
Artens utbredningsområde är Kenya. Inga underarter finns listade i Catalogue of Life.